# Олівія Нобс
Олівія Нобс (англ. Olivia Nobs, 18 листопада 1982) — швейцарська сноубордистка, спеціалістка зі сноубордкросу, призерка Олімпійських ігор.
Олівія Нобс змагається на міжнародному рівні з 2001. Вона виборола срібну медаль на чемпіонаті світу 2009, а на Олімпіаді у Ванкувері була третьою.
На рахунку Олівії станом на травень 2010 три перемоги на етапах Кубка світу.